# Årjäng
Årjäng (em sueco: Årjäng kommun) é uma comuna da Suécia localizada no condado de Varmlândia. Sua capital é a cidade de Årjäng. Possui 1 409 quilômetros quadrados e segundo censo de 2018, havia 10 011 habitantes.